# Eva Nürnberg
Pour les articles homonymes, voir Eva et Nürnberg.
Eva Nürnberg, née en 1994 à Hambourg, est une actrice allemande.

## Filmographie
- 2013 Stürzende Tauben (Tumbling Birds) (court métrage) : Janine
- 2013 Tatort (série télévisée) : Mädchen
- 2013 Notruf Hafenkante (de) (série télévisée) : Svea Leuker
- 2013 The Peppercorns (série télévisée) : Viki
- 2013 Spiegelnackt : Helen
- 2014 Verhängnisvolle Nähe (téléfilm) : Susanne
- 2014 Nord bei Nordwest (série télévisée) : la fermière
- 2015 Goodbye (court métrage) : Elena
- 2015 Suck Me Shakespeer 2: l'écolière
- 2014-2015 Großstadtrevier (de) (série télévisée) : Sylvie Harms
- 2016 Aktenzeichen XY ungelöst (série télévisée documentaire)
- 2016 La Cigale et la Fourmi (court métrage) : Josefine
- 2016 Strawberry Bubblegums : Mia
- 2016 Das weiße Kaninchen (téléfilm) : Leonie
- 2016 LOMO: The Language of Many Others : Anna
- 2017 The Year I Lost My Mind : Tyra
- 2017 Smile : Easy